# Zora Neale Hurston
Zora Neale Hurston (født 7. januar 1891, død 28. januar 1960) var en amerikansk forfatter og antropolog.
Hurston blev født i Alabama, men familien flyttede til Florida, da hun var barn.
Hun blev uddannet som antropolog og arbejdede med Franz Boas og Margaret Mead. Hun var også en vigtig figur i Harlem Renaissance og anvendte hendes antropologiske lære til at skrive flere romaner om Floridas fattige sorte borgere. I 1937 besøgte hun Haiti for at studere Voodoo. I de senere år af hendes liv havde hun penge- og helbredsproblemer, og måtte arbejde blandt andet som kammerpige. Hun døde i et fattighus i Florida i 1960 og blev begravet i en umærket grav.
I 1975 skrev Alice Walker artiklen "In Search of Zora Neale Hurston" om denne halvglemte figur. Siden er Hurstons litterær renommé blevet genoprettet.

## Udvalgt bibliografi
- How It Feels to be Colored Me (1928)
- Jonah's Gourd Vine (1934)
- Mules and Men (1935)
- Their Eyes Were Watching God (1937)
- Moses, Man of the Mountain (1939)
- Dust Tracks on a Road (1942)
- Seraph on the Suwanee (1948)